# Тельмы-1
Те́льмы-1 (бел. Тэ́льмы-1) — деревня в Брестском районе Брестской области Беларуси; иногда именуется просто Тельмы. Административный центр Тельминского сельсовета.

## География
Деревня Тельмы-1 примыкает с востока к городской черте Бреста, находясь в 11 км от его исторического центра, на автомагистрали М1. Ближайшие населённые пункты — Тельмы-2 в 1,5 км к востоку и Малые Косичи в 0,5 км к северо-востоку. Высота над уровнем моря 143 м. В 4 км от деревни находится железнодорожная станция Кошелево.

## История
В XIX веке — деревня Брестского уезда Гродненской губернии, входила в состав имения Ямно, которым владел господин Жилей. По X ревизии 1858 года — 71 ревизская душа. Крестьяне деревни входили в Ямновское сельское общество Косичской волости Брестского уезда. По переписи 1897 года — 21 двор.
В Первую мировую войну с 1915 года оккупирована германскими войсками. Согласно Рижскому мирному договору (1921) Тельмы вошли в состав межвоенной Польши, где принадлежали гмине Косичи Брестского повета Полесского воеводства. По переписи 1921 года в деревне числилось 9 жилых и 8 прочих обитаемых зданий, в которых проживал 101 человек (54 мужчины, 47 женщин), все белорусы (по вероисповеданию — православные).
С 1939 года в составе БССР, с 1940 года — центр Тельминского сельсовета Брестского района Брестской области, 41 двор. В 1940 году открылась семилетняя школа.
В Великую Отечественную войну немцы сожгли почти всю деревню, 7 жителей погибли на фронте.

## Инфраструктура
- В деревне размещаются два крупных сельскохозяйственных предприятия — ОАО «Брестский аграрий» и ОАО «Тепличный комбинат Берестье»[6]
- ГУО «Средняя школа д. Тельмы-1 имени А. Т. Федорука» (738 учеников, 104 работника)[7]
- ГУО «Детский сад д. Тельмы-1» (192 воспитанника, 47 работников)[7]
- Тельминская амбулатория (16 работников, из них 3 врача и 12 медсестёр)[7]
- Сельский дом культуры с библиотекой[7]
- Тельмовская детская школа искусств. В 1995 году был создан народный инструментальный ансамбль «Экспромт»[8]
- Центр творчества детей и молодёжи Брестского района (ранее — детско-юношеская спортивная школа «Прибужье»)
- Бар «Тельмы»
- Продуктовые магазины, автосервисы
- Детская игровая комната «Смайлик»
- Почтовое отделение[9]
- Отделение Беларусбанка[10]
- Церковь Христиан Веры Евангельской в бывшем жилом доме
- Строится православный храм в честь святой блаженной Ксении Петербургской[11]

## Население
На 1 января 2025 года в деревне постоянно проживало 2317 человек в 842 хозяйствах, в том числе 540 моложе трудоспособного возраста, 1353 — в трудоспособном возрасте и 424 старше трудоспособного возраста.
| Численность населения (по переписям) | Численность населения (по переписям) | Численность населения (по переписям) | Численность населения (по переписям) | Численность населения (по переписям) | Численность населения (по переписям) | Численность населения (по переписям) | Численность населения (по переписям) | Численность населения (по переписям) |
| 1897                                 | 1905                                 | 1921                                 | 1940                                 | 1959                                 | 1970                                 | 1999                                 | 2009                                 | 2019                                 |
| ------------------------------------ | ------------------------------------ | ------------------------------------ | ------------------------------------ | ------------------------------------ | ------------------------------------ | ------------------------------------ | ------------------------------------ | ------------------------------------ |
| 201                                  | ↘148                                 | ↘101                                 | ↗164                                 | ↗214                                 | ↗443                                 | ↗1856                                | ↗1985                                | ↗2398                                |

## Достопримечательность
- Мемориальная доска первому председателю сельсовета И. В. Солейко на здании сельисполкома[12].